# 森一誠
森 一誠（もり かずとも、1977年9月28日 - ）は、日本中央競馬会 (JRA) ・美浦トレーニングセンターに所属している調教師。

## 来歴
東京農工大学の馬術部に所属。卒業後はノーザンファームに入社し山元トレセンで2年間勤務。
2004年4月、JRA競馬学校厩務員課程に入学する。7月、美浦・堀宣行厩舎所属の厩務員となり、10月には調教厩務員になる。2010年7月、再び厩務員となるが、10月には再び調教厩務員になる。2011年2月、堀宣行厩舎で調教助手になる。2012年4月、再々度厩務員となるが、8月には再び調教助手に戻る。
2022年12月、受験回数は7回、二次試験は3回目で調教師試験に合格。
2023年は技術調教師として東京農工大学の先輩でもある国枝栄の下で研修。
2024年3月6日、美浦トレーニングセンターに厩舎を開業。3月10日、初出走となるレースに、定年のため調教師を引退した高橋裕厩舎より引き継いだタイセイフェスタが出走するも6着。4月7日、初出走となったタイセイフェスタが中山7R・3歳1勝クラスで1着となり、8戦目でJRA初勝利となった。同年12月8日、カペラステークスで中野栄治厩舎から引き継いだガビーズシスターで重賞に初出走し、初勝利を飾る。
2025年4月13日、桜花賞にエンブロイダリーでG1初出走し、初勝利を飾る。

## 調教師成績
|            | 日付          | 競馬場・開催    | 競走名           | 馬名             | 頭数 | 人気 | 着順 |
| ---------- | ------------- | --------------- | ---------------- | ---------------- | ---- | ---- | ---- |
| 初出走     | 2024年3月10日 | 2回中山6日7R    | 3歳1勝クラス     | タイセイフェスタ | 11頭 | 4    | 6着  |
| 初勝利     | 2024年4月7日  | 3回中山6日7R    | 3歳1勝クラス     | タイセイフェスタ | 13頭 | 5    | 1着  |
| 重賞初出走 | 2024年12月8日 | 5回中山4日11R   | カペラステークス | ガビーズシスター | 15頭 | 1    | 1着  |
| 重賞初勝利 | 2024年12月8日 | 5回中山4日11R   | カペラステークス | ガビーズシスター | 15頭 | 1    | 1着  |
| GI初出走   | 2025年4月13日 | 2回阪神6日目11R | 桜花賞           | エンブロイダリー | 18頭 | 3    | 1着  |
| GI初勝利   | 2025年4月13日 | 2回阪神6日目11R | 桜花賞           | エンブロイダリー | 18頭 | 3    | 1着  |

## 主な管理馬
- ガビーズシスター（2024年カペラステークス）
- エンブロイダリー（2025年クイーンカップ、桜花賞）

## エピソード
- 堀宣行厩舎では過去にサリオス、サトノクラウン、アリゼオ、ロックドゥカンブなどを担当した[8][9]。
- 日の丸が入った厩舎のシンボルマークについては「将来は国際レースに出て、日本を代表するような馬をつくれるように」と、掲げた目標からイメージした理由を説明している[10]。